# ژان لافیت
ژان لافیت (۱۹۱۰–۲۰۰۴) نویسنده فرانسوی بود؛ او در ۱۹۳۳ به حزب کمونیست فرانسه پیوست. در دوران نهضت مقاومت و اشغال فرانسه دو بار به زندان افتاد. پس از آزادی از زندان در ماه مه ۱۹۴۵ به نوشتن و انتشار خاطرات خود از دوران جنگ و اسارت و نهضت مقاومت پرداخت. از ۱۹۴۹ تا ۱۹۵۶ دبیرکل شورای جهانی صلح بود. نوشته‌های او در شیوه رئالیسم سوسیالیستی است. چند اثر او به فارسی ترجمه و منتشر شده‌است.

## آثار
- آنان که زنده‌اند
- بر می‌گردیم گل نسرین بچینیم
- یک شب در دوره اشغال
- رزفرانس